# Uza (singel)
„UZA” – dwudziesty ósmy singel japońskiego zespołu AKB48, wydany w Japonii 31 października 2012 roku przez You! Be Cool.
Singel został wydany w siedmiu edycjach: trzech regularnych i trzech limitowanych (Type A, Type K, Type B) oraz „teatralnej” (CD). Osiągnął 1 pozycję w rankingu Oricon i pozostał na liście przez 28 tygodni, sprzedał się w nakładzie 1 263 148 egzemplarzy. Singel zdobył status płyty Milion.

## Lista utworów
Wszystkie utwory zostały napisane przez Yasushiego Akimoto.

### Type A
| CD  | | | |      |
| Nr  | Tytuł | Kompozycja | Aranżacja | Czas |
| 1.  | „UZA” | Yoshimasa Inoue | Yoshimasa Inoue | 4:40 |
| 2.  | „Tsugi no Season” (jap. 次のSeason) (wyk. Under Girls)                                                             | Masanobu Fujita | Ikuta Machine | 4:24 |
| 3.  | „Kodoku na hoshizora” (jap. 孤独な星空) (wyk. Nowy Team A)                                                         | Toshio Kamei | Toshio Kamei, Hideyuki "Daichi" Suzuki                                                                             | 4:10 |
| 4.  | „UZA” (off vocal version)                                                                                          | Yoshimasa Inoue | Yoshimasa Inoue | 4:40 |
| 5.  | „Tsugi no Season” (jap. 次のSeason) (off vocal version)                                                            | Masanobu Fujita | Ikuta Machine | 4:24 |
| 6.  | „Kodoku na hoshizora” (jap. 孤独な星空) (off vocal version)                                                        | Toshio Kamei | Toshio Kamei, Hideyuki "Daichi" Suzuki                                                                             | 4:10 |
| DVD | | | |      |
| Nr  | Tytuł | Tytuł | Tytuł | Czas |
| 1.  | „UZA” (Music Video)                                                                                                | „UZA” (Music Video)                                                                                                | „UZA” (Music Video)                                                                                                |      |
| 2.  | „UZA” (Music Video -Dance ver.-)                                                                                   | „UZA” (Music Video -Dance ver.-)                                                                                   | „UZA” (Music Video -Dance ver.-)                                                                                   |      |
| 3.  | „Tsugi no Season” (jap. 次のSeason) (Music Video)                                                                  | „Tsugi no Season” (jap. 次のSeason) (Music Video)                                                                  | „Tsugi no Season” (jap. 次のSeason) (Music Video)                                                                  |      |
| 4.  | „Kodoku na hoshizora” (jap. 孤独な星空) (Music Video)                                                              | „Kodoku na hoshizora” (jap. 孤独な星空) (Music Video)                                                              | „Kodoku na hoshizora” (jap. 孤独な星空) (Music Video)                                                              |      |
| 5.  | „Gingham Check Music Video ~Takahashi Eiki kantoku ver.~” (jap. ギンガムチェック Music Video ～高橋栄樹監督ver.～) | „Gingham Check Music Video ~Takahashi Eiki kantoku ver.~” (jap. ギンガムチェック Music Video ～高橋栄樹監督ver.～) | „Gingham Check Music Video ~Takahashi Eiki kantoku ver.~” (jap. ギンガムチェック Music Video ～高橋栄樹監督ver.～) |      |

### Type K
| CD  | | | |      |
| Nr  | Tytuł | Kompozycja | Aranżacja | Czas |
| 1.  | „UZA” | Yoshimasa Inoue | Yoshimasa Inoue | 4:40 |
| 2.  | „Tsugi no Season” (jap. 次のSeason) (wyk. Under Girls)                                                             | Masanobu Fujita | Ikuta Machine | 4:24 |
| 3.  | „Scrap & Build” (jap. スクラップ＆ビルド) (wyk. Nowy Team K)                                                       | Hiroshi Egawa | Seiji Mutō | 4:19 |
| 4.  | „UZA” (off vocal ver.)                                                                                             | Yoshimasa Inoue | Yoshimasa Inoue | 4:40 |
| 5.  | „Tsugi no Season” (jap. 次のSeason) (off vocal ver.)                                                               | Masanobu Fujita | Ikuta Machine | 4:24 |
| 6.  | „Scrap & Build” (jap. スクラップ＆ビルド) (off vocal ver.)                                                         | Hiroshi Egawa | Seiji Mutō | 4:19 |
| DVD | | | |      |
| Nr  | Tytuł | Tytuł | Tytuł | Czas |
| 1.  | „UZA” (Music Video)                                                                                                | „UZA” (Music Video)                                                                                                | „UZA” (Music Video)                                                                                                |      |
| 2.  | „UZA” (Music Video -Dance ver.-)                                                                                   | „UZA” (Music Video -Dance ver.-)                                                                                   | „UZA” (Music Video -Dance ver.-)                                                                                   |      |
| 3.  | „Tsugi no Season” (jap. 次のSeason) (Music Video)                                                                  | „Tsugi no Season” (jap. 次のSeason) (Music Video)                                                                  | „Tsugi no Season” (jap. 次のSeason) (Music Video)                                                                  |      |
| 4.  | „Scrap & Build” (jap. スクラップ＆ビルド) (Music Video)                                                            | „Scrap & Build” (jap. スクラップ＆ビルド) (Music Video)                                                            | „Scrap & Build” (jap. スクラップ＆ビルド) (Music Video)                                                            |      |
| 5.  | „Gingham Check Music Video ~Takahashi Eiki kantoku ver.~” (jap. ギンガムチェック Music Video ～高橋栄樹監督ver.～) | „Gingham Check Music Video ~Takahashi Eiki kantoku ver.~” (jap. ギンガムチェック Music Video ～高橋栄樹監督ver.～) | „Gingham Check Music Video ~Takahashi Eiki kantoku ver.~” (jap. ギンガムチェック Music Video ～高橋栄樹監督ver.～) |      |

### Type B
| CD  | | | |      |
| Nr  | Tytuł | Kompozycja | Aranżacja | Czas |
| 1.  | „UZA” | Yoshimasa Inoue | Yoshimasa Inoue | 4:40 |
| 2.  | „Tsugi no Season” (jap. 次のSeason) (wyk. Under Girls)                                                             | Masanobu Fujita | Ikuta Machine | 4:24 |
| 3.  | „Seigi no mikata ja nai Hero” (jap. 正義の味方じゃないヒーロー) (wyk. Nowy Team B)                                 | Masatoshi Moriwaki                                                                                                 | Yūsuke Itagaki | 4:51 |
| 4.  | „UZA” (off vocal ver.)                                                                                             | Yoshimasa Inoue | Yoshimasa Inoue | 4:40 |
| 5.  | „Tsugi no Season” (jap. 次のSeason) (off vocal ver.)                                                               | Masanobu Fujita | Ikuta Machine | 4:24 |
| 6.  | „Seigi no mikata ja nai Hero” (jap. 正義の味方じゃないヒーロー) (off vocal ver.)                                   | Masatoshi Moriwaki                                                                                                 | Yūsuke Itagaki | 4:51 |
| DVD | | | |      |
| Nr  | Tytuł | Tytuł | Tytuł | Czas |
| 1.  | „UZA” (Music Video)                                                                                                | „UZA” (Music Video)                                                                                                | „UZA” (Music Video)                                                                                                |      |
| 2.  | „UZA” (Music Video -Dance ver.-)                                                                                   | „UZA” (Music Video -Dance ver.-)                                                                                   | „UZA” (Music Video -Dance ver.-)                                                                                   |      |
| 3.  | „Tsugi no Season” (jap. 次のSeason) (Music Video)                                                                  | „Tsugi no Season” (jap. 次のSeason) (Music Video)                                                                  | „Tsugi no Season” (jap. 次のSeason) (Music Video)                                                                  |      |
| 4.  | „Seigi no mikata ja nai Hero” (jap. 正義の味方じゃないヒーロー) (Music Video)                                      | „Seigi no mikata ja nai Hero” (jap. 正義の味方じゃないヒーロー) (Music Video)                                      | „Seigi no mikata ja nai Hero” (jap. 正義の味方じゃないヒーロー) (Music Video)                                      |      |
| 5.  | „Gingham Check Music Video ~Takahashi Eiki kantoku ver.~” (jap. ギンガムチェック Music Video ～高橋栄樹監督ver.～) | „Gingham Check Music Video ~Takahashi Eiki kantoku ver.~” (jap. ギンガムチェック Music Video ～高橋栄樹監督ver.～) | „Gingham Check Music Video ~Takahashi Eiki kantoku ver.~” (jap. ギンガムチェック Music Video ～高橋栄樹監督ver.～) |      |

### Wer. teatralna
| CD |                                                          |                 |                 |      |
| Nr | Tytuł                                                    | Kompozycja      | Aranżacja       | Czas |
| 1. | „UZA”                                                    | Yoshimasa Inoue | Yoshimasa Inoue | 4:40 |
| 2. | „Tsugi no Season” (jap. 次のSeason) (wyk. Under Girls)   | Masanobu Fujita | Ikuta Machine   | 4:24 |
| 3. | „Otona e no michi” (jap. 大人への道) (wyk. Kenkyūsei)    | Shunryū         | Hiroshi Sasaki  |      |
| 4. | „UZA” (off vocal version)                                | Yoshimasa Inoue | Yoshimasa Inoue | 4:40 |
| 5. | „Tsugi no Season” (jap. 次のSeason) (off vocal version)  | Masanobu Fujita | Ikuta Machine   | 4:24 |
| 6. | „Otona e no michi” (jap. 大人への道) (off vocal version) | Shunryū         | Hiroshi Sasaki  |      |

## Skład zespołu
| „UZA” |
| --- |
| - Team A: Haruna Kojima, Mariko Shinoda, Minami Takahashi - Team K: Yūko Ōshima (środek), Tomomi Itano, Minami Minegishi, Yui Yokoyama - Team B: Yuki Kashiwagi, Mayu Watanabe - Team 4: Haruka Shimazaki - SKE48 Team S / AKB48 Team K: Jurina Matsui (środek) - SKE48 Team S: Rena Matsui - NMB48 Team N / AKB48 Team B: Miyuki Watanabe - NMB48 Team N: Sayaka Yamamoto - HKT48 Team H: Rino Sashihara, Sakura Miyawaki |

| „Tsugi no Season” |
| --- |
| - Team 4: Rina Kawaei (środek), Miori Ichikawa, Anna Iriyama, Karen Iwata, Rena Katō, Juri Takahashi, Miyu Takeuchi, Yūka Tano, Mariya Nagao - Awansowane Kenkyūsei: Ryōka Ōshima, Tomu Mutō - SKE48 Team S: Yuria Kizaki - SKE48 Team KII: Manatsu Mukaida - SKE48 Team E: Kanon Kimoto - NMB48 Team N: Nana Yamada - HKT48 Team H: Haruka Kodama |

| „Kodoku na hoshizora” |
| --- |
| - Nowy Team A: Rina Kawaei (środek), Mayu Watanabe (środek), Karen Iwata, Rina Izuta, Anna Iriyama, Ryōka Ōshima, Tomomi Kasai, Ayaka Kikuchi, Riho Kotani, Marina Kobayashi, Sumire Satō, Natsuki Satō, Mariko Shinoda, Juri Takahashi, Minami Takahashi, Yūka Tano, Tomomi Nakatsuka, Shiori Nakamata, Moeno Nitō, Sakiko Matsui, Ayaka Morikawa, Yui Yokoyama |

| „Scrap & Build” |
| --- |
| - Nowy Team K: Yūko Ōshima (środek), Jurina Matsui (środek), Sayaka Akimoto, Maria Abe, Tomomi Itano, Mayumi Uchida, Rie Kitahara, Asuka Kuramochi, Kana Kobayashi, Amina Satō, Haruka Shimada, Shihori Suzuki, Rina Chikano, Chisato Nakata, Sayaka Nakaya, Mariya Nagao, Nana Fujita, Ami Maeda, Yuka Masuda, Natsumi Matsubara, Kaoru Mitsumune, Miho Miyazaki, Tomu Mutō |

| „Seigi no mikata ja nai Hero” |
| --- |
| - Nowy Team B: Yuki Kashiwagi (środek), Haruka Shimazaki (środek), Anna Ishida, Haruka Ishida, Miori Ichikawa, Misaki Iwasa, Ayaka Umeda, Mina Ōba, Shizuka Ōya, Haruka Katayama, Rena Katō, Natsuki Kojima, Haruna Kojima, Mika Komori, Miyu Takeuchi, Miku Tanabe, Mariko Nakamura, Wakana Natori, Misato Nonaka, Reina Fujie, Minami Minegishi, Suzuran Yamauchi, Miyuki Watanabe |

| „Otona e no michi” |
| --- |
| - Kenkyūsei: Mako Kojima (środek), Moe Aigasa, Saho Iwatate, Natsuki Uchiyama, Ayano Umeta, Ayaka Okada, Nana Okada, Miyū Omori, Saki Kitazawa, Yukari Sasaki, Ayana Shinozaki, Yurina Takashima, Miki Nishino, Hikari Hashimoto, Rina Hirata, Mitsuki Maeda, Yuiri Murayama, Shinobu Mogi |

## Notowania
| Lista                                      | Pozycja |
| ------------------------------------------ | ------- |
| Oricon Weekly Singles Chart                | 1       |
| Oricon Yearly Singles Chart                | 4       |
| Billboard Japan Hot 100                    | 1       |
| Billboard Japan Hot Singles Sales          | 1       |
| Billboard Japan Hot Top Airplay            | 1       |
| Billboard Japan Adult Contemporary Airplay | 4       |

## Wersja SNH48
Grupa SNH48 wydała własną wersję piosenki, zatytułowaną UZA (chiń. 呜吒; pinyin Wū zhā), jako piąty minialbum. Ukazał się 12 października 2014 roku w dwóch edycjach: Type-A (Standard Edition) oraz Type-B (Support Edition).

### Lista utworów
| CD  |                                                                       |                                             |      |
| Nr  | Tytuł                                                                 | Oryginalna piosenka                         | Czas |
| 1.  | „UZA” (chn. 呜吒(UZA)) (wyk. Top Girls)                               | „UZA”                                       | 4:36 |
| 2.  | „Xuánlíngmù” (chn. 悬铃木) (wyk. Team SII)                            | „Suzukake nanchara”                         | 5:28 |
| 3.  | „Dì yī zhǐ tùzǐ” (chn. 第一只兔子) (wyk. Team NII)                    | „First Rabbit”                              | 4:50 |
| 4.  | „Cuòguò qíjī” (chn. 错过奇迹) (wyk. Li YuQi, Qiu XinYi, Kong XiaoYin) | „Kiseki wa ma ni awanai” (Team K 6th Stage) | 3:34 |
| 5.  | „Xīyáng xià de yuēdìng” (chn. 夕阳下的约定) (wyk. Team SII)           | „Yūhi o miteiru ka?”                        | 4:58 |
| 6.  | „UZA” (chn. 呜吒(UZA))” (off-vocal)                                   | „UZA”                                       | 4:36 |
| 7.  | „Xuánlíngmù” (chn. 悬铃木)” (off-vocal)                               | „Suzukake nanchara”                         | 5:28 |
| 8.  | „Dì yī zhǐ tùzǐ” (chn. 第一只兔子)” (off-vocal)                       | „First Rabbit”                              | 4:50 |
| 9.  | „Cuòguò qíjī” (chn. 错过奇迹)” (off-vocal)                            | „Kiseki wa ma ni awanai” (Team K 6th Stage) | 3:33 |
| 10. | „Xīyáng xià de yuēdìng” (chn. 夕阳下的约定)” (off-vocal)              | „Yūhi o miteiru ka?”                        | 4:58 |
| DVD |                                                                       |                                             |      |
| Nr  | Tytuł                                                                 | Tytuł                                       | Czas |
| 1.  | „UZA” (MV)                                                            | „UZA” (MV)                                  |      |
| 2.  | „Xuánlíngmù” (Live)                                                   | „Xuánlíngmù” (Live)                         |      |
| 3.  | „Dì yī zhǐ tùzǐ” (Live)                                               | „Dì yī zhǐ tùzǐ” (Live)                     |      |
| 4.  | Cuòguò qíjī” (Live)                                                   | Cuòguò qíjī” (Live)                         |      |